# Japan Aerospace Exploration Agency

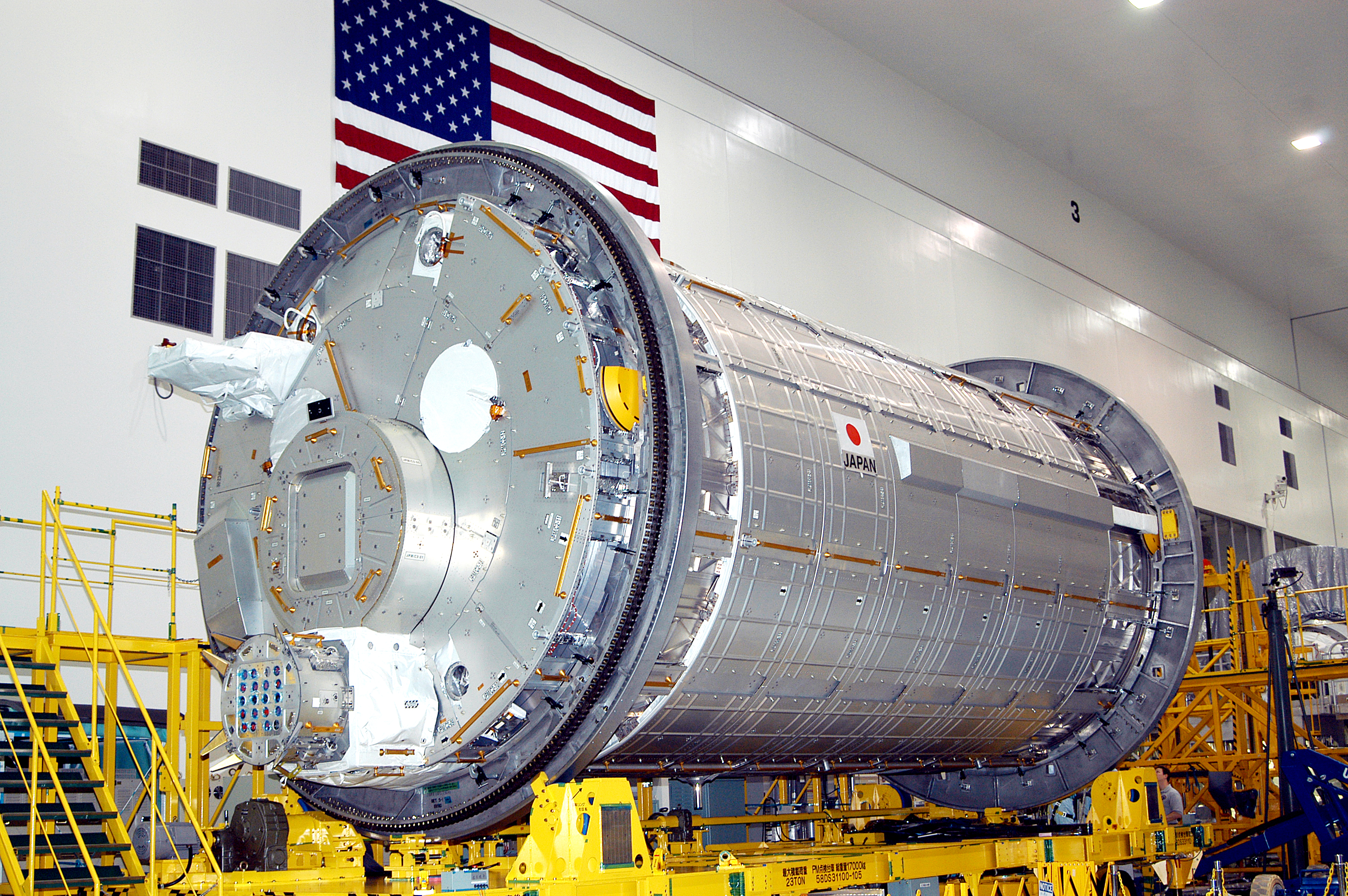
JAXA’s kibo-module voor de ISS.

De Japan Aerospace Exploration Agency (Japans: 独立行政法人宇宙航空研究開発機構, Dokuritsu-gyōsei-hōjin Uchū Kōkū Kenkyū Kaihatsu Kikō) of JAXA is de nationale ruimtevaartorganisatie van Japan. JAXA werd opgericht op 1 oktober 2003 als een onafhankelijk administratief instituut. JAXA is een fusie van drie oudere ruimtevaartorganisaties.
JAXA houdt zich bezig met onderzoek, ontwikkeling en lancering van satellieten, en is betrokken bij missies zoals het verkennen van planetoïden en een mogelijke bemande missie naar de maan. Het hoofdkantoor van JAXA is gevestigd in Chofu, Tokio.

## Geschiedenis
Op 1 oktober 2003 werden drie Japanse organisaties, Institute of Space and Astronautical Science (of ISAS), de National Aerospace Laboratory of Japan (NAL), en National Space Development Agency of Japan (NASDA) samengevoegd tot JAXA.
Voor de fusie was ISAS verantwoordelijk voor onderzoek naar (exo)planeten en de ruimte buiten de aardse dampkring, terwijl NAL zich richtte op luchtvaartonderzoek. NASDA, opgericht op 1 oktober 1969, was verantwoordelijk voor de ontwikkeling van raketten, satellieten en de Japanse Experiment Module. In februari 1970 lanceerde Japan zijn eerste satelliet. Tevens hield NASDA zich bezig met technologie voor communicatiesatellieten.
Voor de oprichting van JAXA was ISAS vooral succesvol op het gebied van röntgenstraling-astronomie tijdens de jaren 80 en 90 van de 20e eeuw. Een ander succesvol gebied voor Japanse ruimtevaart was de Very Long Baseline Interferometry (VLBI) met de HALCA-missie.
Voor weerobservaties lanceerde JAXA in februari 2005 de multifunctionele transportsatelliet 1R (MTSAT-1R). Het succes van deze lancering was van groot belang voor de Japanse ruimtevaart en JAXA vanwege de mislukking van de originele MTSAT-1-missie in 1999. Op 18 februari 2006 lanceerde JAXA, als hoofd van de H-IIA, met succes de MTSAT-2 aan boord van een H-2A-raket. MTSAT-2 is de back-up van de MTSAT-1R.
In 2009 won JAXA de John L. "Jack" Swigert, Jr., Award for Space Exploration in 2008 van de Space Foundation.

## Lopende missies
- SLIM, maanlander 2023
- XRISM, Japans-Amerikaanse ruimtetelescoop 2023

## Afgeronde missies
- ASTRO-H, satelliet voor röntgenastronomie 2016
- Tropical Rainfall Measuring Mission, (TRMM) 1997-2015
- Akebono, observatiemissie 1989–2015
- Suzaku, satelliet voor röntgenastronomie 2005-2015
- ALOS, observatiemissie 2006-2011
- AKARI, infrarood ruimtelescoop  2006–2011
- Hayabusa, ruimtesonde  2003-2010
- OICETS, technologiedemonstratie 2005 -1 2009
- SELENE, maansonde 2007-2009
- Micro Lab Sat 1, kleine technische missie, lancering in 2002
- HALCA, Space VLBI 1997-2005
- Nozomi, Marsmissie 1998-2003
- MDS-1, Technologiedemonstratie 2002-2003
- ADEOS 2, (Midori 2) observatiemissie 2002-2003

## Onderzoekscentra en kantoren
JAXA heeft op veel plaatsen in Japan en op enkele plaatsen daarbuiten onderzoekscentra. Een overzicht:
- Earth Observation Research Center (EORC), Tokio
- Earth Observation Center (EOC) in Hatayama
- Noshiro Testing Center (NTC) – opgericht in 1962. Houdt zich bezig met ontwikkeling en testen van raketmotoren.
- Sanriku Balloon Center (SBC) – Opgericht in 1971. Houdt zich bezig met het lanceren van ballonnen.
- Kakuda Space Propulsion Center (KSPC) – Leider op het gebied van ontwikkeling van raketmotoren.
- Sagamihara Campus (ISAS) – Ontwikkeling van experimentele apparatuur voor raketten en satellieten. Ook een administratieve afdeling.
- Tanegashima Space Center
- Tsukuba Space Center (TKSC) in Tsukuba. Dit is het centrum van Japans ruimtenetwerk. Het centrum is betrokken bij onderzoek en ontwikkeling van satellieten en raketten, en bij het toezicht houden op reeds gelanceerde satellieten. Ook vindt hier training van astronauten plaats.[6]
- Uchinoura Space Center